# Mattiwaza
Mattiwaza o Shattiwaza (Mativaja = "aquell que el que més fa és pregar") va ser rei de Mitanni cap a l'any 1340 aC. El seu nom abans de regnar era Kili-Teshub.
Era fill del rei Tushratta que va ser assassinat per un fill que volia el tron i alguns oficials i dignataris que li havien perdut la confiança. Subiluliuma I havia reconegut com a únic rei a Artatama II, al que s'havia entregat la regió de Washukanni i que fins llavors havia reconegut només com a rei dels hurrites, però no de Mitanni i que ara esdevenia rei oficialment. Però Artatama devia ser bastant gran, perquè feia molts anys que governava i havia de tenir almenys uns 20 anys al tomb del 1390 aC quan son germà Tushratta va ser posat al tron encara menor, i per això Artatama havia deixat de fet el govern al seu fill Shuttarna III, que actuava com a corregent.
Assíria va aprofitar per restablir la seva independència sota Assurhuballit i encara, davant dels conflictes interns, va envair Mitanni amb l'aliança d'Altxe.
Shuttarna III va retornar les portes de plata i or del palau d'Assur que Mitanni tenia com a trofeu, i va retornar a Altxe els regals emmagatzemats d'or i plata. També va acceptar pagar tribut a Assíria; va exterminar la casa de Tushratta i els va confiscar les propietats; va destruir el palau i va exterminar a les cases principals de nobles; alguns nobles van ser extradits a Assíria i a Altxe i altres empalats a la ciutat de Taite on Shuttarna va establir la seva capital ja com a rei únic, una vegada eliminada pràcticament la resistència dels fills de Tushratta. El fill de Tushratta, Kili-Teshub va intentar recuperar el poder a la capital Washukanni, però no ho va aconseguir. Un contingent amb dos-cents carros de combat dirigits per un home anomenat Aki-Teshub, probablement de la família de Tushratta, i que devien ser les restes del seu exèrcit, va fugir a Babilònia i Kili-Teshub pràcticament va quedar acorralat.
Artatama II i el seu fill van gaudir de l'amistat de Subiluliuma però més tard, per causes desconegudes, les relacions amb Shuttarna, van empitjorar. S'especula com a causa possible que Shuttarna era favorable a l'aliança amb Assíria i que el pagament de tribut a Assíria era incompatible amb la lleialtat als hitites.
El cap militar hurrita Aki-Teshub que havia fugit amb els 200 carros de combat a Babilònia, va demanar ajut però no va obtenir res. El rei va acceptar les seves armes de guerra i els soldats i el va nomenar comandant, però es creu que el volia assassinar i esperava el moment adequat. El pretendent Kili-Teshub va sortir de terres hurrites i es va refugiar també a Babilònia, però tement per la seva vida, en va sortir i es va refugiar a Hattusa. En arribar allí es va dirigir a la muntanya de Tishsina, al riu Maraššanta (Marasantiya), on es trobava Subiluliuma, davant del que va arribar amb només tres carros, dos hurrites i altres dos servidors, i un sol equipament de roba. El rei el va rebre bé, hi va parlar i va decidir ajudar-lo: "si jo conquereixo la terra de Shuttarna i les tropes de la terra de Mitanni, no rebutjaré a Kili-Teshub, sinó que l'adoptaré com a fill meu, seré amb ell i el posaré al tron del seu pare". Li va donar una filla seva en matrimoni i amb vestits nous el va enviar a Piyasilis, el rei de Karkemish com a comandant de carros de combat amb la idea de presentar-se a Mitanni i recuperar el poder.
Kili-Teshub potser esperava ser ben rebut quan va entrar al país, però pel contrari el suport popular era amb Shuttarna. Kili-Teshub es va presentar davant la ciutat d'Irrite, districte d'Irridu, a la regió d'Haran, una de les principals, però aquesta ciutat era fidel a Shuttarna i li va tancar les portes. Shuttarna va escriure una carta desafiant al rei hitita dient: "perquè vens a Irrite?; si vols combat, el tindràs". Finalment l'exèrcit hitita de Piyasilis va haver de creuar l'Eufrates i va assolar el territori d'Haran i es va acostar a Irrite. Quant va arribar, l'exèrcit hurrita va sortir de la ciutat i va presentar batalla, però els hitites van guanyar i les ciutats d'Irrite i Haran es van rendir. Segurament es va produir una revolta a Washukanni i el rei d'Assíria va haver d'enviar forces per ajudar al seu vassall ("un sol carro de combat i alguns infants). Però quant van arribar els partidaris de Shuttarna o bé tenien el control de la situació o el rei va considerar l'ajut insuficient i es va ofendre i no els va deixar entrar. Els assiris van assetjar llavors la ciutat.
Piyasilis i Kili-Teshub eren a Irrite i des Washukanni es va enviar un missatge explicant que els hitites eren allí per combatre els hitites, cosa que no era certa però Piyasilis i Kili-Teshub ho van creure i van marxar cap a Washukanni. Els assiris, amb un exèrcit reduït, es van retirar prudentment i els hitites van entrar a la capital. La terra de Pakarripa, es va sotmetre als hitites i Piyasilis i Kili-Teshub hi van anar i mentre eren allí els va arribar un missatge informant que els assiris marxaven contra ells; els hitites van marxar contra els assiris i van arribar a una ciutat anomenada Nilap-ini o Nilapsini (Nilapšini) però els assiris no van presentar batalla i es creu que es van retirar degut a la seva inferioritat. Piyasilis i Kili-Teshub van marxar contra la capital de Shuttarna, Taite i suposadament els assiris també van anar cap allí però cal pensar que el petit exèrcit assiri es va retirar en pau sense combatre davant la superioritat de l'enemic.
La guerra va acabar segurament amb la mort de Shuttarna i Kili-Teshub va assolir el control de Mitanni. Subiluliuma va signar dos tractats amb Kili-Teshub, moment en què encara només se'l menciona com a príncep de Mitanni i sembla que el vell Artatama II, antic aliat hitita, encara era reconegut com a rei nominal, però no devia tardar a morir. Kili-Teshub va agafar el nom de regnat de Mattiwaza o Šattiwaza, un nom indoari, i en els seus tractats invoca els déus hurrites, mesopotàmics i indoaris (Mitra, Varuna, Indra, i els bessons Nasatyas). En el tractat entre el rei hitita i Mattiwaza, es va acordar que tindria com a "Gran reina" a la filla de Subiluliuma i tot i que se li permetien concubines cap d'elles ni cap altra dona podria ser més gran en honors que la filla; els seus fills i nets seran la línia legítima i successòria. Això implicava que la legitimitat dinàstica de Mitanni passava a la filla de Subiluliuma i no a la família de Tushratta. Les terres a l'oest de l'Eufrates es van cedir a l'Imperi Hitita i se'n va donar el govern a Piyasilis. El regne de Mitanni va quedar restringit a les valls del Khabur i el Balikh, com un estat semi independent que servia de coixí amb Assíria. Els assiris però es van apoderar del regne de Nuzi, a l'est del Tigris, abans vassall de Mitanni, i van conquerir i destruir la ciutat.
El va succeir Shattuara I.